# 배암나무
배암나무는 한국 특산종으로 주로 중부 이북 지방에 분포하는 낙엽 활엽관목으로 높이가 2m에 이른다. 골속이 흰색이며 어린 가지
는 갈색이 도는 녹색으로 털이 없다. 잎은 마주나고 손바닥 모양으로 3갈래이나 윗부분의 것은 갈라지지 않고 길이 5-10cm로서 가장자리에 이빨 모양의 톱니가 있다. 양면에 선점이 있고 표면에는 털이 약간 있으나 점차 없어지며 뒷면은 맥 위에 성모가 있다. 잎자루는 길이 5-20mm로서 성모가 있으나 점차 없어지며 턱잎이 있다. 꽃은 6월에 백색으로 피고 산형꽃차례로 달린다. 5개의 꽃잎이 수평으로 퍼져 수레바퀴 모양을 하며 꽃차례의 가장자리에 무성화가 없다. 수술은 짧고 씨방에 선점이 있다. 열매는 핵과로 둥글며 지름 8mm 내외이고 9월에 붉게 익는다. 종자는 편평한 난형이며 앞쪽에 넓은 홈이 있다.